# Пробовідбирач скреперний

Пробовідбирач скреперний рос. пробоотборник скреперный, англ. scraper sampler, нім. Schrapper-Probe(ent)nahmegerät n – пробовідбирач, призначений для відбору проб матеріалу крупністю до 300 мм і вологістю до 14 % безпосередньо зі стрічкових конвеєрів.
Пробовідбирач (рис.) встановлюється над робочою гілкою горизонтального або похилого стрічкового конвеєра 3. Частина стрічки конвеєра, де встановлено скреперний пробовідбирач, повинна бути плоскою. Відсікач проб являє собою відкритий спереду і знизу скрепер 2 з напівкруглою задньою стінкою. Скрепер закріплений на нижній гілці короткого ланцюгового конвеєра 1. Для повного зняття стрічки матеріалу (порції) з конвеєра на нижній кромці скрепера закріплена проґумована смуга. При русі по замкненому контуру скрепер опускається на стрічку конвеєра, ковзає по ній смугою і згрібає шар матеріалу в збірник.
Скреперні пробовідбирачі можуть функціонувати як у автоматичному режимі, так і на ручному управлінні. 

## Див.також
- Пробовідбирач баровий
- Пробовідбирач глибинний
- Пробовідбирач донний
- Пробовідбирач ківшевий
- Пробовідбирач лотковий
- Пробовідбирач маятниковий
- Пробовідбирач у нафтовій геології
- Пробовідбирач щілинний